# جون بيل يونغ
جون بيل يونغ (بالإنجليزية: John Bell Young)‏ هو ناقد موسيقي وعازف بيانو وصحفي وكاتب أمريكي، ولد في 8 يوليو 1953 في نيويورك في الولايات المتحدة، وتوفي في أبريل 2017 في براتلبورو في الولايات المتحدة.

## وصلات خارجية
- جون بيل يونغ على موقع IMDb (الإنجليزية)
- جون بيل يونغ على موقع ميوزك برينز (الإنجليزية)
- جون بيل يونغ على موقع ديسكوغز (الإنجليزية)